# Дрочил
Дро́чил (англ. Drochil Castle) — за́мок на северо-западе области Скоттиш-Бордерс, Шотландия. Руины замка расположены в небольшой роще на автодороге B7509 (ок. 600 метров от дороги A72) примерно в 150 метрах от реки Лин-Уотер. Ближайшие населённые пункты: деревни Блит-Бридж (ок. 3,5 км к северо-западу от замка), Романнобридж (ок. 5 км к северу), Холлин (ок. 4,5 км к юго-востоку), Стобо (ок. 6 км к юго-юго-востоку).
Руины замка внесены в «Список зданий особого архитектурного или исторического интереса» (англ. Listed building) и в «Список археологических памятников или исторических зданий национальной важности» (англ. Scheduled monument). В непосредственной близости от замка можно снять комнату в фермерском доме.

## Архитектура

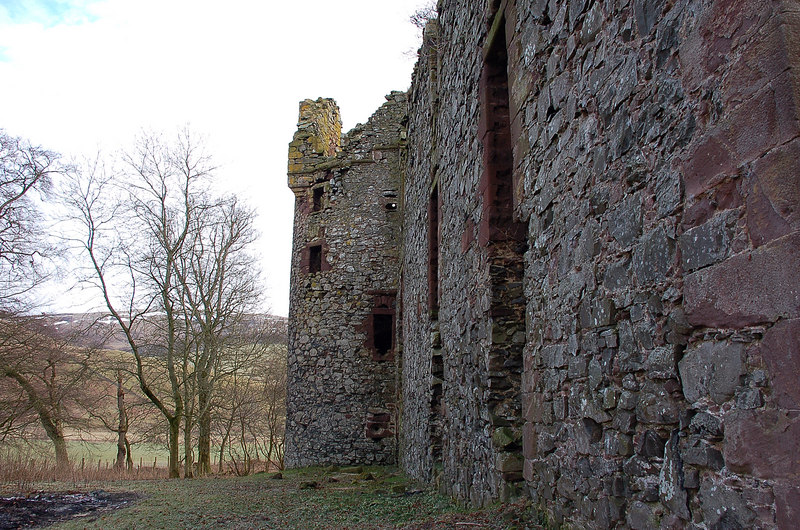
Северная стена замка

Заготовка замка имеет четыре этажа и чердак. Внутри на каждом этаже имеется длинный широкий коридор, идущий по центру строения от восточного конца до западного.
На двух углах замка имеются круглые башни диаметром по 7,6 метров, в каждой из башен — по две бойницы.
На первом этаже основное пространство занимает холл размером 15,2 на 6,7 метров (ок. 102 м²).

## История

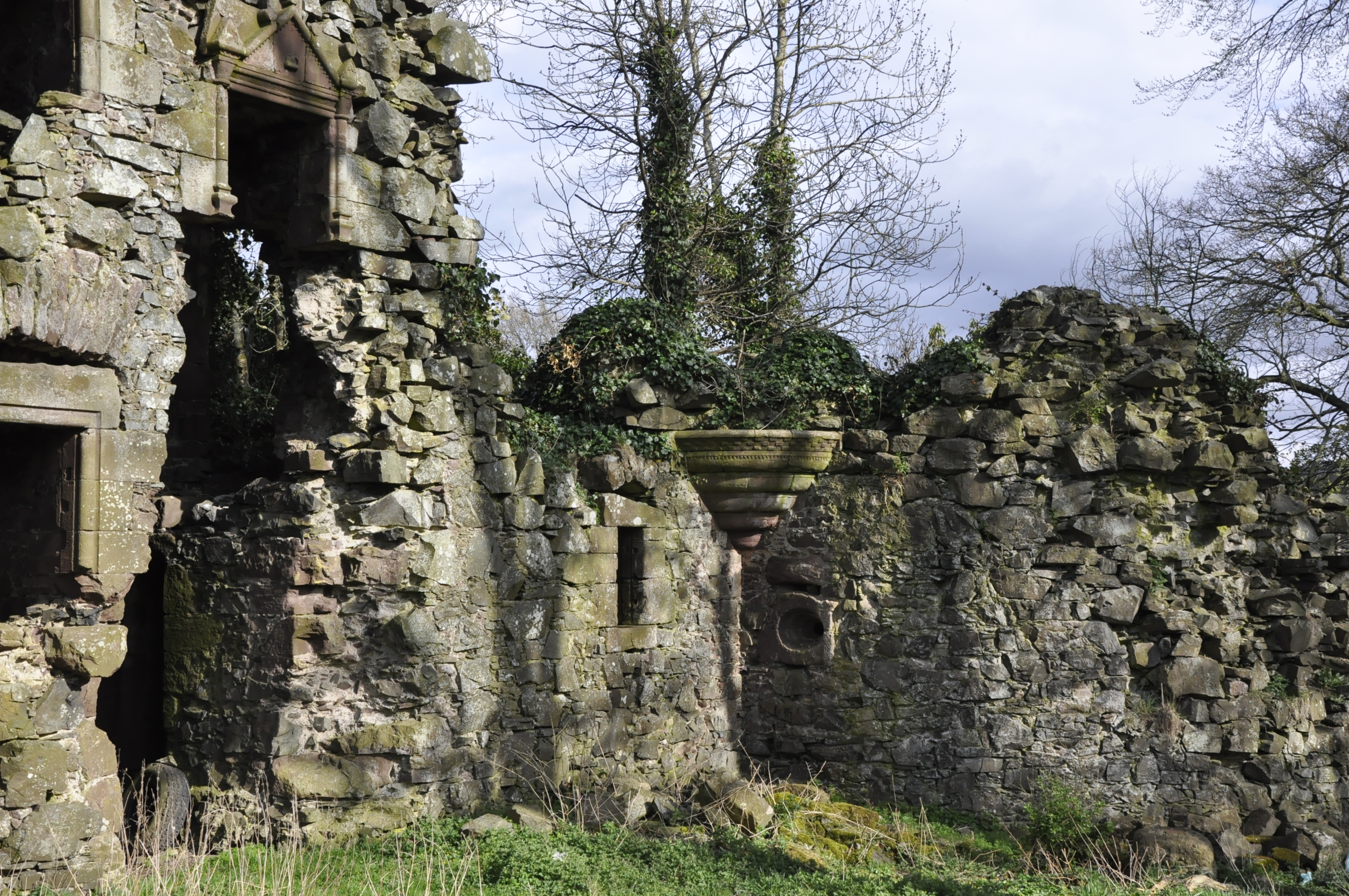
Руины замка

Строительство замка в 1578 году начал граф Джеймс Дуглас, регент Шотландии, однако три года спустя он был казнён, к тому времени замок был выстроен едва наполовину. Более достройкой сооружения никто не занимался, и замок вот уже почти четыре с половиной века так и остаётся недостроенным.
В 1630 году замок был окончательно покинут.
В 1686 году недостроенный замок приобрёл Уильям Дуглас, герцог Куинсберри, и до настоящего времени им владеют его наследники из рода Баклю.
В начале XIX века недостроенный замок был дополнительно частично разобран местными фермерами для своих нужд.